# Lindisfarne
Lindisfarne (også kaldet Holy Island) er en ø ud for Northumberlands kyst i det nordøstlige England. På en forhøjning ligger Lindisfarne slot. Ved ebbe har øen fastlandsforbindelse ad en bilvej, der er oversvømmet ved flod. Øen har 162 indbyggere i 2004.
Der er store naturreservater for at beskytte fuglelivet. Der er op mod 300 fuglearter på øen. Mange fugle overvintrer.

## Klosteret
Klosteret på Lindisfarne blev grundlagt af St. Aidan, som blev udsendt fra øen Iona af kong Oswald af Northumbria omkring år 635. Det blev centrum for kristningen af Nordengland, og der blev også sendt missionærer til Mercia. Northumberlands skytshelgen, St. Cuthbert, var klosterets abbed.
Fra begyndelsen af det 7. århundrede skrev munkene smukt illustrerede manuskripter. Det mest berømte, Lindisfarneevangelierne, er den ældste overlevende version af de fire evangelier på engelsk, illustreret i en blanding af keltisk, angelsaksisk, romersk, koptisk og østlig stil, og er et illumineret manuskript.
I 793 blev klosteret angrebet af vikinger; begivenheden markerer selve indledningen på vikingetiden i engelsk sammenhæng. Vikingerne plyndrede klosteret. Blandt det stjålne var det kostbare bind om Lindisfarneevangelierne. Munkene flygtede fra øen, og stiftet flyttedes til Durham i år 1000.
St Cuthbert-ordenen og mange af dens skatte og manuskripter overlevede angrebet i 793, og kirken fra 600-tallet blev ikke ødelagt. Først da Simeon af Durham 300 år senere beskrev overfaldet, forlød det, at vikingerne havde raseret kirken, stjålet skattene og dræbt munkene.
I normannisk tid blev klosteret genoprettet, og det blomstrede, til det blev opløst af Henrik 8. af England i 1536. Det er nu en ruin, der forvaltes af English Heritage.

## Nyere fund
Der foregår stadig arkæologiske undersøgelser på Lindisfarne. I 2020 blev der fundet en sjælden spillebrik af glas stammende tilbage fra 8. eller 9. arhundrede.

## I moderne kultur
I 1972 opkaldte digteren William Irwin Thompson sin Lindisfarne Association efter klosteret.

## I musik
Historier og legender om Lindisfarne har fundet vej til sangtekster og koncepter for bands, musikere og komponister. Et eksempel er koralmotetten i 40 satser af den britiske komponist Peter McGarr bestilt til Tallis Festival 2007 Love You Big as the Sky. Undertitlen er "a Lindisfarne Love Song", og der er digte om Lindisfarne og en detaljeret geografi for området, skibsvrag og fyrtårne.
Et britisk folk/rock-band (1969–2003), Lindisfarne, var opkaldt efter øen, mens et keltisk kristent progressiv rock-band opkaldt efter en anden ø, Iona, har en sang til Lindisfarne på deres album Journey into the Morn (1995).
Dubstep-artisten James Blake har en to-satset suite om Lindisfarne på sit album James Blake (2011).
Folk metal bandet Svartsot har skrevet en sang kaldt "Lindisfarne". Den handler om vikingernes angreb på øen og er med på albummet Mulmets viser.